# Enicospilus quietus
Enicospilus quietus är en stekelart som först beskrevs av André Seyrig 1935.  Enicospilus quietus ingår i släktet Enicospilus och familjen brokparasitsteklar. Inga underarter finns listade i Catalogue of Life.